# Psammitis abuliensis
Espèce
Psammitis abuliensis est une espèce d'araignées aranéomorphes de la famille des Thomisidae.

## Distribution
Cette espèce est endémique de Géorgie. Elle se rencontre vers Akhalkalaki.

## Description
Le mâle holotype mesure 6,90 mm et le mâle paratype 6,85 mm.

## Systématique et taxinomie
Cette espèce a été décrite par Seropian et Mumladze en 2024.

## Étymologie
Son nom d'espèce, composé de abuli et du suffixe latin -ensis, « qui vit dans, qui habite », lui a été donné en référence au lieu de sa découverte, le Didi Abouli.

## Publication originale
(mai 2024).
- Seropian & Mumladze, 2024 : « A new Psammitis species (Araneae, Thomisidae) from an extinct volcano in Georgia with reevaluation of the generic position of Xysticus marmoratus Thorell, 1875. » Caucasiana, vol. 3, p. 119-126 (texte intégral).